# Championnat de France de football de deuxième division 1972-1973
Navigation
National 1971-1972 Division 2 1973-1974
Le Championnat de France de Division 2 1972-1973 avec deux poules géographiques de 18 clubs, voit l’attribution du titre au RC Lens, qui accède en première division en compagnie du Troyes AF et de l’AS Monaco. 

## Les 36 clubs participants
| Groupe Nord (Groupe A) - AS Angoulême - Amiens SC - AAJ Blois - US Boulogne - FC Bourges - Stade Brestois - Stade Malherbe Caen - AC Cambrai - LB Châteauroux - US Dunkerque - Stade lavallois - US Le Mans - RC Lens - Lille OSC - FC Lorient - CA Mantes-la-Ville - Stade Poitevin FC - FC Rouen | Groupe Sud (Groupe B) - AC Arles - Olympique avignonnais - RCFC Besançon - AS Cannes - ECAC Chaumont - Étoile Sportive La Ciotat - CS Cuiseaux-Louhans - Entente Bagneaux-Fontainebleau-Nemours - FC Gueugnon - Limoges FC - AS Monaco - UMS Montélimar - EDS Montluçon - FC Mulhouse - FC Sète - SC Toulon - Toulouse FC - Troyes Aube Football |

## Classements
Groupe A
| #  | Club                | Joués | V  | N  | D  | bp:bc | +/- | Points |
| -- | ------------------- | ----- | -- | -- | -- | ----- | --- | ------ |
| 1  | RC Lens             | 34    | 18 | 9  | 7  | 67-28 | +39 | 45     |
| 2  | US Boulogne         | 34    | 21 | 3  | 10 | 52-34 | +18 | 45     |
| 3  | Lille OSC           | 34    | 19 | 6  | 9  | 60-26 | +34 | 44     |
| 4  | US Dunkerque        | 34    | 17 | 8  | 9  | 62-41 | +21 | 42     |
| 5  | Stade poitevin FC   | 34    | 15 | 9  | 10 | 54-48 | +6  | 39     |
| 6  | AS Angoulême        | 34    | 14 | 11 | 9  | 40-34 | +6  | 39     |
| 7  | Stade brestois      | 34    | 13 | 11 | 10 | 39-36 | +3  | 37     |
| 8  | US Le Mans          | 34    | 13 | 11 | 10 | 49-54 | -5  | 37     |
| 9  | FC Rouen            | 34    | 16 | 4  | 14 | 62-49 | +13 | 36     |
| 10 | Stade lavallois     | 34    | 12 | 10 | 12 | 32-30 | +2  | 34     |
| 11 | FC Lorient          | 34    | 14 | 5  | 15 | 38-36 | +2  | 33     |
| 12 | AC Cambrai          | 34    | 12 | 6  | 16 | 39-57 | -18 | 30     |
| 13 | CA Mantes-la-Ville  | 34    | 8  | 12 | 14 | 40-51 | -11 | 28     |
| 14 | AAJ Blois           | 34    | 10 | 8  | 16 | 42-58 | -16 | 28     |
| 15 | FC Bourges          | 34    | 9  | 9  | 16 | 39-56 | -17 | 27     |
| 16 | LB Châteauroux      | 34    | 9  | 6  | 19 | 37-66 | -29 | 24     |
| 17 | Stade Malherbe Caen | 34    | 8  | 7  | 19 | 37-65 | -28 | 23     |
| 18 | Amiens SC           | 34    | 7  | 7  | 20 | 36-56 | -20 | 21     |

# position ; V victoires ; N match nuls ; D défaites ; bp:bc buts pour et buts contre
 Victoire à 2 points 
Groupe B
Promotions et relégations
- Promotion en Division 1 1973-1974
- Participation aux barrages de promotion en Division 1 1973-1974
- Relégation en Division 3 1973-1974

Abréviations
- P : Promu de Division 3 1971-1972
- R : Relégué de Division Nationale 1971-1972

## À l’issue de ce championnat
- Le RC Lens, le Troyes AF et l’AS Monaco sont promus en championnat de première division
- Équipes reléguées de la première division : le Paris FC, l’US Valenciennes-Anzin et l’AC Ajaccio.
- Les 6 équipes reléguées en Championnat de France de troisième division sont : SM Caen, Limoges FC, Amiens AC, ÉS La Ciotat, CS Cuiseaux-Louhans et UMS Montélimar.
- Les équipes de l'ES La Rochelle, du Paris SG, de l'AS Béziers, de la JGA Nevers, du CS Vittel et du SC Hazebrouck sont promues en championnat de deuxième division.

## Attribution du titre
La formule du tournoi est appliquée pour permettre de décerner le titre honorifique de champion de France de division 2. Les vainqueurs des deux groupes vont se rencontrer sur deux matchs aller et retour et le vainqueur sera alors sacré champion.
- RC Lens 1-0 Troyes AF
- Troyes AF 2-3 RC Lens

Le RC Lens est sacré champion de France de Deuxième division.

## Barrages pour l'accession en division 1
Les deux deuxièmes vont se rencontrer en matchs aller-retour de barrage pour désigner le troisième club qui accèdera à la première division.
| Barrages - US Boulogne 2-2 AS Monaco FC - AS Monaco FC 8-1 US Boulogne |

À l'issue des barrages, l'US Boulogne reste en deuxième division, l'AS Monaco FC est promu en première division.

## Résumé de la saison
Création du trophée de meilleur public sportif de 2e division (actuellement nommé Championnat de France des tribunes). La première édition est remportée par le Stade lavallois.